# Enquete-Kommission „Überwindung der Folgen der SED-Diktatur im Prozeß der deutschen Einheit“
Die Enquete-Kommission „Überwindung der Folgen der SED-Diktatur im Prozeß der deutschen Einheit“ wurde im September 1995 vom Deutschen Bundestag eingesetzt und war die Nachfolgekommission der Enquete-Kommission „Aufarbeitung von Geschichte und Folgen der SED-Diktatur“. Sie befasste sich mit der Geschichte der DDR, den Folgen der SED-Diktatur in Deutschland und dem Transformationsprozess. Ihren Abschlussbericht veröffentlichte die Kommission im Juni 1998. Ein Ergebnis war die Gründung der Bundesstiftung zur Aufarbeitung der SED-Diktatur. Während ihrer Arbeit führte die Enquete-Kommission 25 öffentliche und 28 nicht öffentliche Anhörungen durch, wobei insgesamt 292 Zeitzeugen und Wissenschaftler angehört wurden. Außerdem wurden 160 Gutachten und Berichte in Auftrag gegeben. Gemeinsam mit dem Abschlussbericht und den Anhörungsprotokollen wurden sie in 17 Bänden mit rund 16.000 Druckseiten in einer Gemeinschaftsausgabe im Nomos- und Suhrkamp-Verlag publiziert.

## Mitglieder
| Name                                                      | Fraktion              | Position            |
| --------------------------------------------------------- | --------------------- | ------------------- |
| Rainer Eppelmann                                          | CDU/CSU               | Vorsitzender        |
| Hartmut Büttner                                           | CDU/CSU               |                     |
| Werner Kuhn                                               | CDU/CSU               |                     |
| Johannes Selle                                            | CDU/CSU               |                     |
| Monika Brudlewsky                                         | CDU/CSU               |                     |
| Hartmut Koschyk                                           | CDU/CSU               | Obmann              |
| Wolfgang Dehnel                                           | CDU/CSU               |                     |
| Rainer Jork                                               | CDU/CSU               |                     |
| Walter Link                                               | CDU/CSU               |                     |
| Reinhard von Schorlemer                                   | CDU/CSU               |                     |
| Iris Gleicke                                              | SPD                   |                     |
| Stephan Hilsberg                                          | SPD                   |                     |
| Markus Meckel                                             | SPD                   | Obmann              |
| Siegfried Vergin                                          | SPD                   | stellv. Vorsitzende |
| Tilo Braune                                               | SPD                   |                     |
| Reinhold Hiller (seit 23. September 1996)                 | SPD                   |                     |
| Nicolette Kressl (bis 22. September 1996)                 | SPD                   |                     |
| Christine Kurzhals (bis 4. Mai 1998)                      | SPD                   |                     |
| Jörg-Otto Spiller                                         | SPD                   |                     |
| Rainer Ortleb                                             | FDP                   | Obmann              |
| Sabine Leutheusser-Schnarrenberger (seit 8. Februar 1996) | FDP                   |                     |
| Edzard Schmidt-Jortzig (bis 7. Februar 1996)              | FDP                   |                     |
| Gerd Poppe                                                | Bündnis 90/Die Grünen | Obmann              |
| Gerald Häfner                                             | Bündnis 90/Die Grünen |                     |
| Ludwig Elm                                                | PDS/LL                | Obmann              |
| Rolf Kutzmutz                                             | PDS/LL                |                     |

| Name                                      | Fachgebiet                                                     |
| ----------------------------------------- | -------------------------------------------------------------- |
| Bernd Faulenbach                          | Geschichtswissenschaften                                       |
| Clemens Burrichter                        | Soziologe                                                      |
| Karl Wilhelm Fricke                       | Publizist                                                      |
| Martin Gutzeit                            | Theologe und Berliner Landesbeauftragter für die Akten des MfS |
| Hans-Adolf Jacobsen (seit 1. Januar 1996) | Politikwissenschaft                                            |
| Dirk Hansen (bis 31. Dezember 1995)       | Bundeszentrale für Politische Bildung                          |
| Ilko-Sascha Kowalczuk                     | Geschichtswissenschaften                                       |
| Peter Huber                               | Jurist                                                         |
| Peter Maser                               | Theologe                                                       |
| Reinhard Mocek                            | Philosoph                                                      |
| Patrick Moreau                            | Politologe                                                     |
| Hermann Weber                             | Politikwissenschaft und Zeitgeschichte                         |
| Manfred Wilke                             | Soziologie                                                     |